# Cor-Bon/Glaser
A Cor-Bon/Glaser LLC é uma fabricante de munição para armas curtas Norte americana, localizada em Sturgis, Dacota do Sul.[carece de fontes?]
A Cor-Bon/Glaser LLC surgiu quando Peter Pi Sr. começou a fabricar munição para pistolas de caça em 1982, porque a munição disponível na época estava com um desempenho ruim.